# Gliensee
Der Gliensee ist ein See 4,5 km westlich von Röbel/Müritz im Landkreis Mecklenburgische Seenplatte.

## Lage
Das Gewässer hat eine Größe von 5,7 ha und liegt auf 69,5 m ü. NHN. Die maximale Ausdehnung des länglichen, halbmondförmigen Sees beträgt 480 Meter mal 150 Meter. Am südwestlichen Ende, das zur Gemeinde Bütow gehört, fließt ein Graben in den See, am Nordende auf dem Gebiet von Röbel/Müritz, entwässert ein Graben zum Rohrteich und von dort weiter über den Groß Keller See und den Kellerbach zur Müritz.
Der See ist komplett vom Glienholz umgeben, in dessen Mitte das leicht versumpfte Tal mit dem Gliensee verläuft. Mehrere Landwehren verlaufen in Seenähe. Einsehen kann man sie vom Glienholz-Rundwanderweg, der am Röbeler Hafen beginnt.
Am Ufer des Sees liegt die Hermeshöhe. Von ihr aus Überblickt man in südwestlicher Richtung die gesamte Ausdehnung des Sees.